# Марти (филм)
Марти (енгл. Marty) је амерички љубавно-драмски филм из 1955. године, режисера Делберта Мана у свом редитељском дебију. Сценарио је написао Педи Чајефски, проширивши своју истоимену теле-представу из 1953. године, која је емитована као део серије The Philco Television Playhouse и у којој је главну улогу играо Род Стајгер.
У филму главне улоге тумаче Ернест Боргнајн и Бетси Блер. Осим што је освојио Оскара за најбољи филм, филм је доживео међународни успех, поставши четврти амерички филм који је освојио Златну палму. Марти, Изгубљени викенд (1945), Паразит (2019) и Анора (2024) су једина четири филма која су освојила главне награде обе организације.
Године 1994. Марти је проглашен „културолошки, историјски или естетски значајним” и изабран за чување у Националном регистру филмова Конгресне библиотеке.

## Радња
Марти Пилети је италијанско-амерички месар који живи у Бронксу са својом мајком. Неожењен са 34 године, добродушни, али друштвено неспретни Марти суочава се са сталним притисцима породице и пријатеља да се ожени, јер истичу да су сва његова браћа и сестре већ у браку, а већина има децу. Иако се не противи браку, али обесхрабрен недостатком перспективе, Марти се невољно помирио са животом нежење.
Након што га је мајка натерала да оде у плесну дворану Стардаст једне суботе увече, Марти се упознаје са Кларом, наставницом природне науке у средњој школи „Бенџамин Френклин”, коју види како тихо плаче након што ју је пратилац, са којим је била на састанку на слепо, бездушно напустио у плесној дворани. Заједно проводе вече плешући, шетајући прометним улицама и разговарајући у ресторану. Марти нестрпљиво износи своју животну причу и амбиције, и они се међусобно охрабрују. Одводи Клару својој кући и они неспретно изражавају међусобну привлачност, непосредно пре него што се његова мајка врати. Марти је отпрати до куће, обећавајући да ће је назвати у 2:30 следећег поподнева, после мисе. Пресрећан на повратку кући, удара у знак аутобуске станице и трчи између аутомобила на улици, тражећи такси.
У међувремену, Мартијева тетка Кетрин се сели да живи са Мартијем и његовом мајком. Она упозорава његову мајку да ће се Марти ускоро оженити и одбацити је. У страху да би Мартијева веза могла да доведе до њеног самотничког живота, његова мајка омаловажава Клару. Мартијеви пријатељи, са прикривеном дозом зависти, ругају се Клари због њене једноставности и покушавају да га убеде да је заборави и да остане са њима, неожењен, у њиховој младости која бледи. Под притиском својих пријатеља, Марти одлучује да не зове Клару.
Те ноћи, поново у истој усамљеној колотечини, Марти схвата да се одриче жене која му се не само свиђа, већ и која га чини срећним. На приговоре својих пријатеља, он јури до телефонске говорнице да позове Клару, која неутешно гледа телевизију са својим родитељима. Када га његов пријатељ пита шта ради, Марти прасне говорећи:
Ти је не волиш, моја мајка је не воли, она је габор, а ја сам дебео, ружан човек! Па, све што знам је да сам се синоћ добро провео! Вечерас ћу се лепо провести! Ако будемо провели довољно доброг времена заједно, ја ћу пасти на колена и молићу ту девојку да се уда за мене! Ако направимо журку за Нову годину, ја ћу имати девојку за ту забаву. Не свиђа ти се? Баш штета!
Марти затвара врата телефонске говорнице када се Клара јави на телефон.

## Улоге
| Глумац          | Улога         |
| --------------- | ------------- |
| Ернест Боргнајн | Марти Пилети  |
| Бетси Блер      | Клара Снајдер |
| Естер Минчоти   | Тереза Пилети |
| Огаста Чиоли    | тетка Кетрин  |
| Џо Мантел       | Енџи          |
| Карен Стил      | Вирџинија     |
| Џери Парис      | Томи          |
| Френк Сатон     | Ралф          |

## Продукција
За филм су Естер Минчиоти, Огаста Чоли и Џо Мантел поновили своје улоге из телевизијске продукције. Сценарио је променио име плесне дворане Вејверли у Стардаст. Филм је проширио улогу Кларе и додао подзаплете о Мартијевој каријери, његовој мајци и њеној сестри.
Род Стајгер, који је играо Мартија у теле-представи, првобитно је одбио понуду да понови улогу након што су Харолд Хехт и Берт Ланкастер, продуценти филма, захтевали од њега да потпише за више филмова као услов за задржавање улоге. Ернест Боргнајн је преузео главну улогу уместо Стајгера.
Снимање филма почело је 7. септембра 1954. у Бронксу и укључило је многе аспекте ове области у филм, као што су Гранд Конкорс, Авенија Артур, Ган Хил Роуд, Вајт Плејнс Роуд, и неколико метроа и железничких линија у Бронксу, укључујући линије Конкорс, Трећа авенија, Вајт Плејнс Роуд и Авенија Џером. Снимање на сету је одржано у студију Samuel Goldwyn 1. новембра 1954. године. Џери Орбак, рођен у Бронксу, дебитовао је на филму у непотписаној улози као гост у балској дворани. Чајефски је имао непотписану камео улогу као Лео.
Улогу Кларе у почетку је требало да понови глумица Ненси Марчанд, касније прослављена у серијама Лу Грант и Породица Сопрано, која је тумачила лик у телевизијској верзији. Међутим, глумица Бетси Блер је била заинтересована за улогу и лобирала је за њу. У то време, Блерова, која је била удата за глумца Џина Келија, била је на црној листи због својих симпатија према марксизму и комунизму. Тек кроз лобирање Келија, који је искористио свој статус главне звезде и везе у MGM-у да изврши притисак на United Artists, Блерова је добила улогу. Наводно је Кели запретио да ће се повући из филма Увек је лепо време, ако Блерова не добије улогу Кларе.
Ман је снимио филм за 16 дана, уз додатна три дана за поновна снимања.

## Пријем
Након премијере 11. априла 1955. (после чега је уследило широко издање 15. јула), Марти је добио изузетно позитивне критике критичара. Роналд Холовеј из часописа Variety написао је: „Ако је Марти пример врсте материјала који се може прикупити, онда је уредницима студијских прича боље да проводе више времена код куће гледајући телевизију”. Time је описао филм као „диван”. Луела Парсонс је уживала у филму, али је сматрала да вероватно неће бити номинован за Оскара. Са буџетом од 343.000 долара, филм је остварио приход од 3 милиона долара у САД, што га је учинило успешним на благајнама.
На сајту Rotten Tomatoes филм има рејтинг одобравања од 96% на основу 77 рецензија, са просечном оценом 8,1/10. Консензус сајта гласи: „Чврсти дијалози сценаристе Педија Чајефског су поткрепљени снажним наступима Ернеста Боргнајна и Бетси Блер у овој привлачној студији о умереним ликовима.”
Филм је признат од стране Америчког филмског института на следећим листама:
- 2002: 100 година АФИ-ја... 100 љубавних прича – #64

### Награде и номинације
| Награда                                         | Категорија                                                                          | Номиновани                                                                         | Резултат   |
| ----------------------------------------------- | ----------------------------------------------------------------------------------- | ---------------------------------------------------------------------------------- | ---------- |
| Оскар                                           | Најбољи филм                                                                        | Харолд Хехт                                                                        | Освојено   |
| Оскар                                           | Најбољи режисер                                                                     | Делберт Ман                                                                        | Освојено   |
| Оскар                                           | Најбољи глумац                                                                      | Ернест Боргнајн                                                                    | Освојено   |
| Оскар                                           | Најбољи споредни глумац                                                             | Џо Мантел                                                                          | Номинација |
| Оскар                                           | Најбоља споредна глумица                                                            | Бетси Блер                                                                         | Номинација |
| Оскар                                           | Најбољи сценарио                                                                    | Педи Чајефски                                                                      | Освојено   |
| Оскар                                           | Најбоља сценографија – црно-бела                                                    | Уметничка режија: Тед Ховорт и Волтер М. Симондс; Декорација сетова: Роберт Пресли | Номинација |
| Оскар                                           | Најбоља фотографија – црно-бела                                                     | Џозеф Лашел                                                                        | Номинација |
| Награде Бодил                                   | Најбољи амерички филм                                                               | Делберт Ман                                                                        | Освојено   |
| Награде БАФТА                                   | Најбољи филм                                                                        | Најбољи филм                                                                       | Номинација |
| Награде БАФТА                                   | Најбољи страни глумац                                                               | Ернест Боргнајн                                                                    | Освојено   |
| Награде БАФТА                                   | Најбоља страна глумица                                                              | Бетси Блер                                                                         | Освојено   |
| Кански филмски фестивал                         | Златна палма                                                                        | Делберт Ман                                                                        | Освојено   |
| Кански филмски фестивал                         | Награда Међународне католичке организације за кинематографију и аудиовизуелне слике | Делберт Ман                                                                        | Освојено   |
| Награде Удружења режисера Америке               | Најбоље режирани дугометражни филм                                                  | Делберт Ман                                                                        | Освојено   |
| Награде Златни глобус                           | Најбољи глумац у филму – драма                                                      | Ернест Боргнајн                                                                    | Освојено   |
| Међународни филмски фестивал у Карловим Варима  | Најбољи филм                                                                        | Делберт Ман                                                                        | Номинација |
| Награде Националног одбора критичара            | Најбољи филм                                                                        | Најбољи филм                                                                       | Освојено   |
| Награде Националног одбора критичара            | Топ десет филмова                                                                   | Топ десет филмова                                                                  | Освојено   |
| Награде Националног одбора критичара            | Најбољи глумац                                                                      | Ернест Боргнајн                                                                    | Освојено   |
| Национални одбор за презервацију филмова        | Национални регистар филмова                                                         | Национални регистар филмова                                                        | Укључен    |
| Награде Удружења њујоршких филмских критичара   | Најбољи филм                                                                        | Најбољи филм                                                                       | Освојено   |
| Награде Удружења њујоршких филмских критичара   | Најбољи глумац                                                                      | Ернест Боргнајн                                                                    | Освојено   |
| Награде онлајн филмског и телевизијског друштва | Галерија славних – филмови                                                          | Галерија славних – филмови                                                         | Освојено   |
| Награде Удружења сценариста Америке             | Најбоље написана америчка драма                                                     | Педи Чајефски                                                                      | Освојено   |

Марти је освојио прву Златну палму икада додељену. Марти, Изгубљени викенд, Паразит и Анора су једини филмови који су освојили и Оскара за најбољи филм и највишу награду на Филмском фестивалу у Кану (Марти и Паразит су добили Златну палму, која је, почевши од 1955, заменила Гран При као највишу награду).